# كارماين فالكون
كارماين فالكون هو شخصية خيالية في دي سي كومكس من ابتكار فرانك ميلر وديفيد مازوتشيلي،ظهرت الشخصية لأول مرة في 1987.